# Gioia Masia
Gioia Masia (Sassari, 22 gennaio 1977) è un'ex calciatrice italiana, di ruolo difensore.
Nella sua lunghissima carriera ha collezionato, tra le varie squadre di club, 721 presenze in tutti i livelli del campionato italiano femminile di calcio, conquistando tre scudetti, sei Coppe Italia e due Supercoppe, trofei quasi tutti, tranne una Coppa Italia con la Lazio CF, vinti con la maglia della Torres, chiudendo la carriera al termine del campionato di Serie C 2020-2021 con il Formello Cross Roads.
Ha fatto parte della rosa della nazionale italiana che ha partecipato ai campionati europei nel 2001 e nel 2005, vestendo la maglia azzurra della nazionale in 60 incontri e realizzando una sola rete.

## Carriera

### Club
Cresciuta nelle giovanili della Woman Sassari, debutta in Serie A il 23 aprile 1991 in trasferta contro la Turris. In undici stagioni, colleziona 230 presenze segnando 22 reti e vincendo 3 scudetti, 4 Coppe Italia ed una Supercoppa italiana. Si trasferisce poi alla Lazio, dove disputa solo un anno e mezzo (vincendo una Coppa Italia): a dicembre 2003, la Lazio paga infatti, con una grave crisi finanziaria, i successi sportivi degli anni precedenti, e la dirigenza biancoceleste svincola a sorpresa 12 giocatrici della prima squadra e si affida all'organico della formazione Primavera. Torna così alla Torres nella sessione di mercato invernale, e vince in due anni altre due Coppa Italia ed un'altra Supercoppa. Nel 2005 si trasferisce in Molise al Bojano, dove resta un solo anno prima di passare alla Roma Calcio Femminile, che pur in Serie B stava allestendo una squadra capace di riportarla subito in massima serie: vince in due anni prima il campionato di Serie B 2006/07, poi quello di Serie A2 2007/08, diventando anche il capitano delle giallorosse. Con la Roma C.F. disputa poi altre tre stagioni (tutte in Serie A), prima di trasferirsi al Graphistudio Tavagnacco, ritrovando così la Champions League, competizione dalla quale mancava dal 2005. Dopo un anno in Friuli, nell'estate del 2012 si trasferisce al Napoli. Con le partenopee disputa una sola stagione, scendendo in campo sempre da titolare 23 volte sulle 30 partite complessive disputate in campionato.
Il nuovo calciomercato estivo la vede protagonista del trasferimento al Riviera di Romagna, società con sede a Cervia. Con le gialloblu disputa la sola stagione e difficile stagione 2013-2014 che vedrà, come conseguenza della riorganizzazione del campionato italiano femminile di calcio, ben sei retrocessioni, riuscendo a conquistare ben presto posizioni di alta classifica che le permettono di terminare settima e rimanere nel massimo livello anche la stagione successiva. Il personale tabellino indica 24 presenze, tutte da titolare tranne una, con due sostituzioni fatte ed una avuta, collezionando 4 cartellini gialli ed una giornata di sospensione.
Nel luglio 2014 trova un accordo con l'Acese, società con sede ad Acireale che disputa il campionato di Serie B e che nella stagione 2013-2014 appena conclusa si è classificata terza nel Girone D. Scendendo in campo 25 volte su 26 incontri con maglia galloblu delle siciliane, contribuisce a ottenere al termine della stagione la storica promozione in Serie A della società ed il suo personale ritorno al campionato di vertice.
Al termine della stagione 2015-2016, conclusasi con la promozione in Serie A del Chieti, decide di ritirarsi dal calcio giocato, chiudendo la sua carriera.

### Nazionale
Esordisce in Nazionale Under-20 il 23 novembre 1994 in Svezia-Italia 3-2, mentre l'esordio in Nazionale maggiore il 7 settembre 1995 in Italia-Ungheria 1-0. Partecipa alle fasi finale dell'Europeo 2001 e all'Europeo 2005.

## Statistiche

### Presenze e reti nei club
Aggiornato al 19 aprile 2015 (tranne i risultati di Coppa Italia 2013-2014).
| Stagione        | Squadra                 | Campionato      | Campionato | Campionato | Coppe nazionali | Coppe nazionali | Coppe nazionali | Coppe internazionali | Coppe internazionali | Coppe internazionali | Altre coppe | Altre coppe | Altre coppe | Totale | Totale |
| Stagione        | Squadra                 | Comp            | Pres       | Reti       | Comp            | Pres            | Reti            | Comp                 | Pres                 | Reti                 | Comp        | Pres        | Reti        | Pres   | Reti   |
| --------------- | ----------------------- | --------------- | ---------- | ---------- | --------------- | --------------- | --------------- | -------------------- | -------------------- | -------------------- | ----------- | ----------- | ----------- | ------ | ------ |
| 1991-1992       | Torres                  | A               | 4          | 0          | CI              | ?               | ?               | -                    | -                    | -                    | -           | -           | -           | ?      | ?      |
| 1992-1993       | Torres                  | A               | 25         | 2          | CI              | ?               | ?               | -                    | -                    | -                    | -           | -           | -           | ?      | ?      |
| 1993-1994       | Torres                  | A               | 30         | 0          | CI              | ?               | ?               | -                    | -                    | -                    | -           | -           | -           | ?      | ?      |
| 1994-1995       | Torres                  | A               | 21         | 0          | CI              | ?               | ?               | -                    | -                    | -                    | -           | -           | -           | ?      | ?      |
| 1995-1996       | Torres                  | A               | 24         | 1          | CI              | ?               | ?               | -                    | -                    | -                    | -           | -           | -           | ?      | ?      |
| 1996-1997       | Torres                  | A               | 22         | 0          | CI              | ?               | ?               | -                    | -                    | -                    | -           | -           | -           | ?      | ?      |
| 1997-1998       | Torres                  | A               | 3          | 0          | CI              | ?               | ?               | -                    | -                    | -                    | -           | -           | -           | ?      | ?      |
| 1998-1999       | Torres                  | A               | 26         | 0          | CI              | ?               | ?               | -                    | -                    | -                    | -           | -           | -           | ?      | ?      |
| 1999-2000       | Torres                  | A               | 26         | 11         | CI              | ?               | ?               | -                    | -                    | -                    | -           | -           | -           | ?      | ?      |
| 2000-2001       | Torres                  | A               | 25         | 7          | CI              | ?               | ?               | -                    | -                    | -                    | SI          | 1           | 1           | ?      | ?      |
| 2001-2002       | Torres                  | A               | 24         | 1          | CI              | ?               | ?               | WCL                  | 3                    | 1                    | SI          | 1           | 0           | ?      | ?      |
| 2002-2003       | Enterprise Lazio        | A               | 23         | 0          | CI              | ?               | ?               | WCL                  | 3                    | 0                    | SI          | 1           | 0           | ?      | ?      |
| set.-dic. 2003  | Enterprise Lazio        | A               | 6          | 0          | CI              | 0               | 0               | -                    | -                    | -                    | SI          | 1           | 0           | 7      | 0      |
| Totale Lazio    | Totale Lazio            | Totale Lazio    | 29         | 0          |                 | ?               | ?               |                      | 3                    | 0                    |             | 2           | 0           | ?      | ?      |
| gen.-giu. 2004  | Torres Terra Sarda      | A               | 11         | 1          | CI              | 5               | 1               | -                    | -                    | -                    | SI          | 0           | 0           | 16     | 2      |
| 2004-2005       | Torres Terra Sarda      | A               | 22         | 1          | CI              | ?               | ?               | WCL                  | 2                    | 0                    | SI          | 1           | 1           | ?      | ?      |
| Totale Torres   | Totale Torres           | Totale Torres   | 263        | 24         |                 | ?               | ?               |                      | 5                    | 1                    |             | 3           | 2           | ?      | ?      |
| 2005-2006       | M. Matese Bojano        | A               | 14         | 1          | CI              | 1               | 1               | -                    | -                    | -                    | -           | -           | -           | 15     | 2      |
| 2006-2007       | Roma CF                 | B               | 22         | 0          | CI              | ?               | ?               | -                    | -                    | -                    | -           | -           | -           | ?      | ?      |
| 2007-2008       | Roma CF                 | A2              | 22         | 0          | CI              | ?               | ?               | -                    | -                    | -                    | -           | -           | -           | ?      | ?      |
| 2008-2009       | Roma CF                 | A               | 16         | 0          | CI              | 6               | 0               | -                    | -                    | -                    | -           | -           | -           | 22     | 0      |
| 2009-2010       | Roma CF                 | A               | 19         | 1          | CI              | 3               | 0               | -                    | -                    | -                    | -           | -           | -           | 22     | 1      |
| 2010-2011       | Roma CF                 | A               | 13         | 0          | CI              | 2               | 0               | -                    | -                    | -                    | -           | -           | -           | 15     | 0      |
| Totale Roma     | Totale Roma             | Totale Roma     | 92         | 1          |                 | 11+             | 0+              |                      |                      |                      |             |             |             | ?      | ?      |
| 2011-2012       | Graphistudio Tavagnacco | A               | 13         | 0          | CI              | 3               | 0               | WCL                  | 2                    | 0                    | SI          | 1           | 0           | 18     | 0      |
| 2012-2013       | Napoli                  | A               | 18         | 0          | CI              | 2               | 0               | -                    | -                    | -                    | -           | -           | -           | 20     | 0      |
| 2013-2014       | Riviera di Romagna      | A               | 24         | 0          | CI              | ?               | 0               | -                    | -                    | -                    | -           | -           | -           | 24     | 0      |
| 2014-2015       | Acese                   | B               | 25         | 0          | CI              | 2+              | 0               | -                    | -                    | -                    | -           | -           | -           | 25+    | 0      |
| 2015-2016       | Chieti                  | B               | 26         | 0          | CI              | 1+              | 0+              | -                    | -                    | -                    | -           | -           | -           | 27+    | 0+     |
| Totale carriera | Totale carriera         | Totale carriera | 504        | 26         |                 | 25+             | 2+              |                      | 10                   | 1                    |             | 6           | 2           | 545+   | 31+    |

### Cronologia presenze e reti in nazionale
| Cronologia completa delle presenze e delle reti in nazionale ― Italia | Cronologia completa delle presenze e delle reti in nazionale ― Italia | Cronologia completa delle presenze e delle reti in nazionale ― Italia | Cronologia completa delle presenze e delle reti in nazionale ― Italia | Cronologia completa delle presenze e delle reti in nazionale ― Italia | Cronologia completa delle presenze e delle reti in nazionale ― Italia | Cronologia completa delle presenze e delle reti in nazionale ― Italia | Cronologia completa delle presenze e delle reti in nazionale ― Italia |
| Data                                                                  | Città                                                                 | In casa                                                               | Risultato                                                             | Ospiti                                                                | Competizione                                                          | Reti                                                                  | Note                                                                  |
| --------------------------------------------------------------------- | --------------------------------------------------------------------- | --------------------------------------------------------------------- | --------------------------------------------------------------------- | --------------------------------------------------------------------- | --------------------------------------------------------------------- | --------------------------------------------------------------------- | --------------------------------------------------------------------- |
| 7-9-1995                                                              | Jesolo                                                                | Italia                                                                | 1 – 0                                                                 | Ungheria                                                              | Amichevole                                                            | -                                                                     | 30’                                                                   |
| 9-9-1995                                                              | Jesolo                                                                | Italia                                                                | 3 – 1                                                                 | Francia                                                               | Amichevole                                                            | -                                                                     | 80’                                                                   |
| 9-10-1996                                                             | Venaria Reale                                                         | Italia                                                                | 0 – 1                                                                 | Svezia                                                                | Amichevole                                                            | -                                                                     | 75’                                                                   |
| 30-10-1996                                                            | Giubiasco                                                             | Svizzera                                                              | 0 – 1                                                                 | Italia                                                                | Amichevole                                                            | -                                                                     | 18’                                                                   |
| 23-2-2000                                                             | Torre Annunziata                                                      | Italia                                                                | 0 – 0                                                                 | Paesi Bassi                                                           | Amichevole                                                            | -                                                                     |                                                                       |
| 22-3-2000                                                             | Trani                                                                 | Italia                                                                | 0 – 0                                                                 | Jugoslavia                                                            | Amichevole                                                            | -                                                                     | 55’                                                                   |
| 6-4-2000                                                              | Francoforte sul Meno                                                  | Germania                                                              | 3 – 0                                                                 | Italia                                                                | Qual. Euro 2001                                                       | -                                                                     |                                                                       |
| 7-6-2000                                                              | Urbino                                                                | Italia                                                                | 1 – 0                                                                 | Islanda                                                               | Qual. Euro 2001                                                       | 1                                                                     |                                                                       |
| 17-6-2000                                                             | Kiev                                                                  | Ucraina                                                               | 0 – 0                                                                 | Italia                                                                | Qual. Euro 2001                                                       | -                                                                     |                                                                       |
| 7-7-2000                                                              | New York                                                              | Stati Uniti                                                           | 4 – 1                                                                 | Italia                                                                | Amichevole                                                            | -                                                                     |                                                                       |
| 27-9-2000                                                             | San Giorgio di Nogaro                                                 | Italia                                                                | 2 – 1                                                                 | Slovacchia                                                            | Amichevole                                                            | -                                                                     |                                                                       |
| 14-10-2000                                                            | Roma                                                                  | Italia                                                                | 3 – 1                                                                 | Francia                                                               | Amichevole                                                            | -                                                                     | 46’                                                                   |
| 18-10-2000                                                            | Palermo                                                               | Italia                                                                | 3 – 0                                                                 | Portogallo                                                            | Qual. Euro 2001 - Play-off                                            | 1                                                                     |                                                                       |
| 22-11-2000                                                            | Portalegre                                                            | Portogallo                                                            | 1 – 0                                                                 | Italia                                                                | Qual. Euro 2001 - Play-off                                            | -                                                                     |                                                                       |
| 1-5-2001                                                              | Monza                                                                 | Italia                                                                | 2 – 0                                                                 | Belgio                                                                | Amichevole                                                            | -                                                                     | 30’                                                                   |
| 10-5-2001                                                             | Troisdorf                                                             | Germania                                                              | 1 – 0                                                                 | Italia                                                                | Amichevole                                                            | -                                                                     | 87’                                                                   |
| 17-6-2001                                                             | Tavarone                                                              | Italia                                                                | 2 – 0                                                                 | Finlandia                                                             | Amichevole                                                            | -                                                                     |                                                                       |
| 28-6-2001                                                             | Reutlingen                                                            | Italia                                                                | 1 – 1                                                                 | Norvegia                                                              | Euro 2001 - Fase a gironi                                             | -                                                                     |                                                                       |
| 1-7-2001                                                              | Ulma                                                                  | Francia                                                               | 2 – 0                                                                 | Italia                                                                | Euro 2001 - Fase a gironi                                             | -                                                                     |                                                                       |
| 8-9-2001                                                              | Reykjavík                                                             | Islanda                                                               | 2 – 1                                                                 | Italia                                                                | Qual. Mondiali 2003                                                   | -                                                                     | 46’                                                                   |
| 10-10-2001                                                            | Siena                                                                 | Italia                                                                | 1 – 3                                                                 | Russia                                                                | Qual. Mondiali 2003                                                   | -                                                                     | 29’                                                                   |
| 28-11-2001                                                            | Città di Castello                                                     | Italia                                                                | 3 – 0                                                                 | Spagna                                                                | Qual. Mondiali 2003                                                   | -                                                                     |                                                                       |
| 13-2-2002                                                             | Ostia                                                                 | Italia                                                                | 2 – 0                                                                 | Paesi Bassi                                                           | Amichevole                                                            | -                                                                     | 69’                                                                   |
| 24-3-2002                                                             | Pozoblanco                                                            | Spagna                                                                | 0 – 1                                                                 | Italia                                                                | Qual. Mondiali 2003                                                   | -                                                                     | 46’                                                                   |
| 10-4-2002                                                             | Copenaghen                                                            | Danimarca                                                             | 4 – 0                                                                 | Italia                                                                | Amichevole                                                            | -                                                                     |                                                                       |
| 22-5-2002                                                             | Seljatino                                                             | Russia                                                                | 2 – 1                                                                 | Italia                                                                | Qual. Mondiali 2003                                                   | -                                                                     |                                                                       |
| 8-6-2002                                                              | Arzachena                                                             | Italia                                                                | 0 – 0                                                                 | Islanda                                                               | Qual. Mondiali 2003                                                   | -                                                                     | 52’                                                                   |
| 13-6-2002                                                             | Požarevac                                                             | Jugoslavia                                                            | 0 – 6                                                                 | Italia                                                                | Amichevole                                                            | -                                                                     |                                                                       |
| 2-10-2002                                                             | Cary                                                                  | Russia                                                                | 2 – 1                                                                 | Italia                                                                | Coppa USA                                                             | -                                                                     |                                                                       |
| 6-10-2002                                                             | Cary                                                                  | Stati Uniti                                                           | 4 – 0                                                                 | Italia                                                                | Coppa USA                                                             | -                                                                     | 68’                                                                   |
| 9-10-2002                                                             | Cary                                                                  | Italia                                                                | 1 – 0                                                                 | Australia                                                             | Coppa USA                                                             | -                                                                     |                                                                       |
| 13-11-2002                                                            | Lovanio                                                               | Belgio                                                                | 1 – 5                                                                 | Italia                                                                | Amichevole                                                            | -                                                                     | 61’                                                                   |
| 22-1-2003                                                             | Roma                                                                  | Italia                                                                | 4 – 0                                                                 | Scozia                                                                | Amichevole                                                            | -                                                                     | 46’                                                                   |
| 25-2-2003                                                             | Viareggio                                                             | Italia                                                                | 1 – 0                                                                 | Inghilterra                                                           | Amichevole                                                            | -                                                                     | 52’                                                                   |
| 30-3-2003                                                             | Trento                                                                | Italia                                                                | 8 – 0                                                                 | Serbia e Montenegro                                                   | Qual. Euro 2005                                                       | -                                                                     | 46’                                                                   |
| 16-4-2003                                                             | Hoofddorp                                                             | Paesi Bassi                                                           | 0 – 5                                                                 | Italia                                                                | Amichevole                                                            | -                                                                     | 85’                                                                   |
| 17-5-2003                                                             | Stoccolma                                                             | Svezia                                                                | 5 – 0                                                                 | Italia                                                                | Qual. Euro 2005                                                       | -                                                                     |                                                                       |
| 19-7-2003                                                             | Vaasa                                                                 | Finlandia                                                             | 1 – 1                                                                 | Italia                                                                | Qual. Euro 2005                                                       | -                                                                     |                                                                       |
| 9-9-2003                                                              | Livingston                                                            | Scozia                                                                | 0 – 4                                                                 | Italia                                                                | Amichevole                                                            | -                                                                     | 64’                                                                   |
| 27-9-2003                                                             | Frauenfeld                                                            | Svizzera                                                              | 0 – 1                                                                 | Italia                                                                | Qual. Euro 2005                                                       | -                                                                     | 74’                                                                   |
| 21-1-2004                                                             | Atene                                                                 | Grecia                                                                | 0 – 3                                                                 | Italia                                                                | Amichevole                                                            | -                                                                     | 55’                                                                   |
| 17-2-2004                                                             | Viareggio                                                             | Italia                                                                | 2 – 1                                                                 | Paesi Bassi                                                           | Amichevole                                                            | -                                                                     | 58’                                                                   |
| 14-3-2004                                                             | Guia                                                                  | Italia                                                                | 1 – 0                                                                 | Cina                                                                  | Algarve Cup 2004                                                      | -                                                                     | 46’                                                                   |
| 16-3-2004                                                             | Olhão                                                                 | Norvegia                                                              | 3 – 0                                                                 | Italia                                                                | Algarve Cup 2004                                                      | -                                                                     | 61’                                                                   |
| 18-3-2004                                                             | Lagos                                                                 | Italia                                                                | 2 – 1                                                                 | Finlandia                                                             | Algarve Cup 2004                                                      | -                                                                     | 65’                                                                   |
| 20-3-2004                                                             | Faro                                                                  | Francia                                                               | 3 – 3 dts (7 - 6 dtr)                                                 | Italia                                                                | Algarve Cup 2004 - Finale 3º posto                                    | -                                                                     |                                                                       |
| 13-4-2005                                                             | Genova                                                                | Italia                                                                | 1 – 0                                                                 | Danimarca                                                             | Amichevole                                                            | -                                                                     | 60’                                                                   |
| 27-4-2005                                                             | Fiuggi                                                                | Italia                                                                | 0 – 0                                                                 | Finlandia                                                             | Amichevole                                                            | -                                                                     | 73’                                                                   |
| 18-5-2005                                                             | Venezia                                                               | Italia                                                                | 2 – 0                                                                 | Irlanda                                                               | Amichevole                                                            | -                                                                     | 68’                                                                   |
| 6-6-2005                                                              | Preston                                                               | Francia                                                               | 3 – 1                                                                 | Italia                                                                | Euro 2005 - Fase a gironi                                             | -                                                                     | 39’                                                                   |
| 9-6-2005                                                              | Preston                                                               | Italia                                                                | 0 – 4                                                                 | Germania                                                              | Euro 2005 - Fase a gironi                                             | -                                                                     |                                                                       |
| 2-11-2005                                                             | Sesto al Reghena                                                      | Italia                                                                | 6 – 0                                                                 | Serbia e Montenegro                                                   | Qual. Mondiali 2007                                                   | -                                                                     | 56’                                                                   |
| 21-6-2006                                                             | Belgrado                                                              | Serbia e Montenegro                                                   | 0 – 7                                                                 | Italia                                                                | Qual. Mondiali 2007                                                   | -                                                                     |                                                                       |
| 25-6-2006                                                             | Toronto                                                               | Canada                                                                | 2 – 1                                                                 | Italia                                                                | Amichevole                                                            | -                                                                     | 16’ 78’                                                               |
| Totale                                                                |                                                                       | Presenze                                                              | 54                                                                    |                                                                       | Reti                                                                  | 1                                                                     |                                                                       |

## Palmarès
- Campionato italiano: 3

Torres: 1993-1994, 1999-2000, 2000-2001
- Coppa Italia: 6

Torres: 1991-1992, 1994-1995, 1999-2000, 2000-2001, 2003-2004, 2004-2005
Lazio: 2002-2003
- Supercoppa italiana: 2

Torres: 2000, 2004
- Campionato italiano di Serie A2: 1

Roma: 2007-2008
- Campionato italiano di Serie B: 3

Roma: 2006-2007
Acese: 2014-2015
Chieti: 2015-2016